# 戴学江
戴学江（1930年—），男，汉族，江苏省靖江市人，中国人民解放军上将。曾任中华人民共和国国防科学技术工业委员会政治委员。

## 生平
1930年2月16日出生于江苏省靖江市，1943年在乡村师范读书时加入中国青年解放团，并参加抗日宣传和土地改革。
1946年9月在国共内战期间，带领同村两人连夜穿过国民党封锁线参加了驻扎在弯腰沟的新四军大部队。1947年5月加入中国共产党。在该部，戴学江先后任华东野战军第4纵队10师28团营文化教员，第三野战军23军67师199团政治处技术书记，师政治部秘书科秘书。参加了鲁南、莱芜、孟良崮、豫东、淮海、渡江、上海等重大战役。
中华人民共和国成立后，任师政治部秘书。1952年，随军参加抗美援朝作战，任中国人民志愿军副政治教导员、营政治教导员等。1955年授大尉军衔。1958年回国后，历任中国人民解放军第二十三军政治部组织处助理员，沈阳军区政治部组织部科长、副部长，师政治委员，陆军第23军政治部主任、军政治委员。1985年，先后担任沈阳军区政治部副主任、主任。1988年授予少将军衔两年后晋升中将并担任沈阳军区副政治委员。1992年，任中国人民解放军国防科学技术工业委员会政治委员。1993年，第八届中华人民共和国全国人民代表大会中国人民解放军代表团代表。1994年6月晋升上将军衔。1995年，卸任国防科工委政委。中国人民政治协商会议第八届全国委员会委员，第九届全国政协常委。

## 家庭
其妻谢德晶是中国近代大书法家谢无量孙女，开国元帅陈毅表侄女，医学教育家刘士豪外甥女。
| 军职            | 军职                                         | 军职            |
| --------------- | -------------------------------------------- | --------------- |
| 前任者： 邢永宁 | 国防科学技术工业委员会政治委员 1992年–1995年 | 繼任者： 李继耐 |